# Alen Stevanović
Alen Stevanović (født 7. januar 1991) er en serbisk fodboldspiller. Han har tidligere spillet for Serbiens landshold.

## Serbiens fodboldlandshold
| Serbiens landshold | Serbiens landshold | Serbiens landshold |
| År                 | Kmp                | Mål                |
| ------------------ | ------------------ | ------------------ |
| 2012               | 1                  | 0                  |
| 2013               | 2                  | 0                  |
| Total              | 3                  | 0                  |